# Themacrys
Themacrys is een geslacht van spinnen uit de  familie van de Phyxelididae.

## Soorten
- Themacrys cavernicola (Lawrence, 1939)
- Themacrys irrorata Simon, 1906
- Themacrys monticola (Lawrence, 1939)
- Themacrys silvicola (Lawrence, 1938)
- Themacrys ukhahlamba Griswold, 1990